# Pont des Invalides
Pont des Invalides – najniżej położony most w Paryżu, łączący dwa brzegi Sekwany.
W 1821 inżynier Claude Navier opracował projekt rewolucyjnego technicznie jak na owe czasy mostu pod nazwą Pont des Invalides na miejscu dzisiejszego Pont d'Alexandre III. W 1824 rozpoczął realizację swojego projektu mostu podwieszonego, przechodzącego przez rzekę bez dodatkowych filarów. Już w trakcie budowy okazało się, że projekt zawierał wiele technicznych błędów, w rezultacie rozpoczęte fragmenty mostu rozebrano.
Nowy projekt, sporządzony przez de Vergesa oraz Bayarda de la Vingtrie, zainspirowany był pracą Naviera. Zaproponowano most podwieszony, oparty dodatkowo na dwóch filarach położonych w rzece. W 1829 most według tego projektu został otwarty na obecnym miejscu, jednak i w tym wypadku ambitny projekt nie sprawdził się i w 1854 most musiał zostać zburzony. Kolejny most na tym miejscu wznieśli Jules Savarin i Paul Martin Gallocher de Lagalisserie w rok później, gdy Paryż przygotowywał się do organizacji Wystawy Światowej. Wykorzystali przy tym filary, które poprzednio podtrzymywały most, jednak zmienili jego formę, dobudowując trzeci filar i tworząc tym samym most łukowy. Na środkowym filarze rzeźbiarze Wiktor Vilain oraz Georges Diebolt wykonali alegoryczne kompozycje zatytułowane odpowiednio "Zwycięstwo na lądzie" oraz "Zwycięstwo na morzu", zaś filary boczne ozdobiły płaskorzeźby sławiące armię cesarską.
W 1878 nieoczekiwanie most obsunął się o 25 cm, a dwa lata później ponownie uszkodziło go poważne oblodzenie rzeki. Przeszedł zatem gruntowny remont, a jeszcze w 1956 dobudowano do niego chodniki dla ruchu pieszego (wcześniej służył jedynie pojazdom).
Łączna długość mostu wynosi 152 metry, szerokość - 18 m, z czego 14 zajmuje szosa.